# Magstadt
Magstadt település Németországban, azon belül Baden-Württembergben. Lakosainak száma 9807 fő (2023. december 31.).

## Népesség
A település népessége az elmúlt években az alábbi módon változott:
| Lakosok száma | 5179 | 6248 | 8002 | 7973 | 7631 | 8436 | 8989 | 8874 | 8963 | 9807 |
|               | 1961 | 1967 | 1974 | 1980 | 1987 | 1993 | 2000 | 2006 | 2013 | 2023 |

## Fekvése
Stuttgarttól délnyugatra fekvő település.

## Története

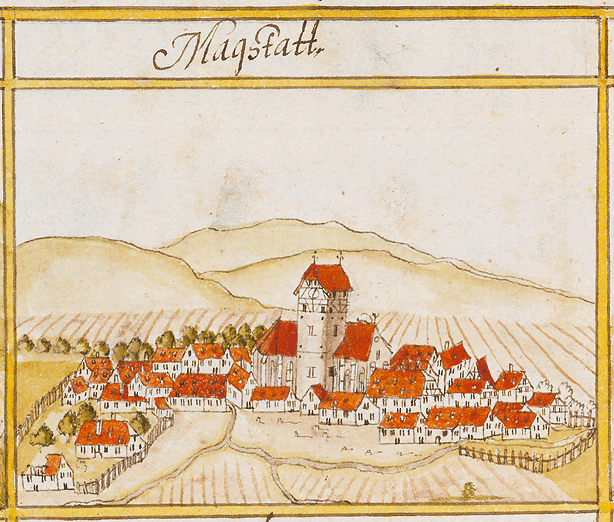
Magstadt, Andreas Kieser 1681-es rajzán

Magstad nevét a Hirsau-kolostor egyik dokumentuma említette először 1110-ben, majd a Hildrizhausen Margrave-nek volt alárendelve, aki később a Tübingeni Margravesnek adta. Magstadt 1308-ban Württemberghez tartozott.
A reformációg a Magstatti plébánia a Speyer-i Egyházmegye részét képezte. 1850-ben 2207 protestáns és két katolikus lakos élt és dolgozott itt.
1915-ben elkészült a Böblingen és Magstadt közötti vasútvonal. 1927-ben két ipari vállalat telepedett le Magstadtban: a Malzfabrik Dr. Ing. Karl Flik és a Schoenenberger-gyár.
A második világháború idején Magstadt központjának nagy részét megsemmisítették a szövetséges bomba támadások. Április 20-án a francia csapatok foglalták el Magstadt-ot.

## Galéria

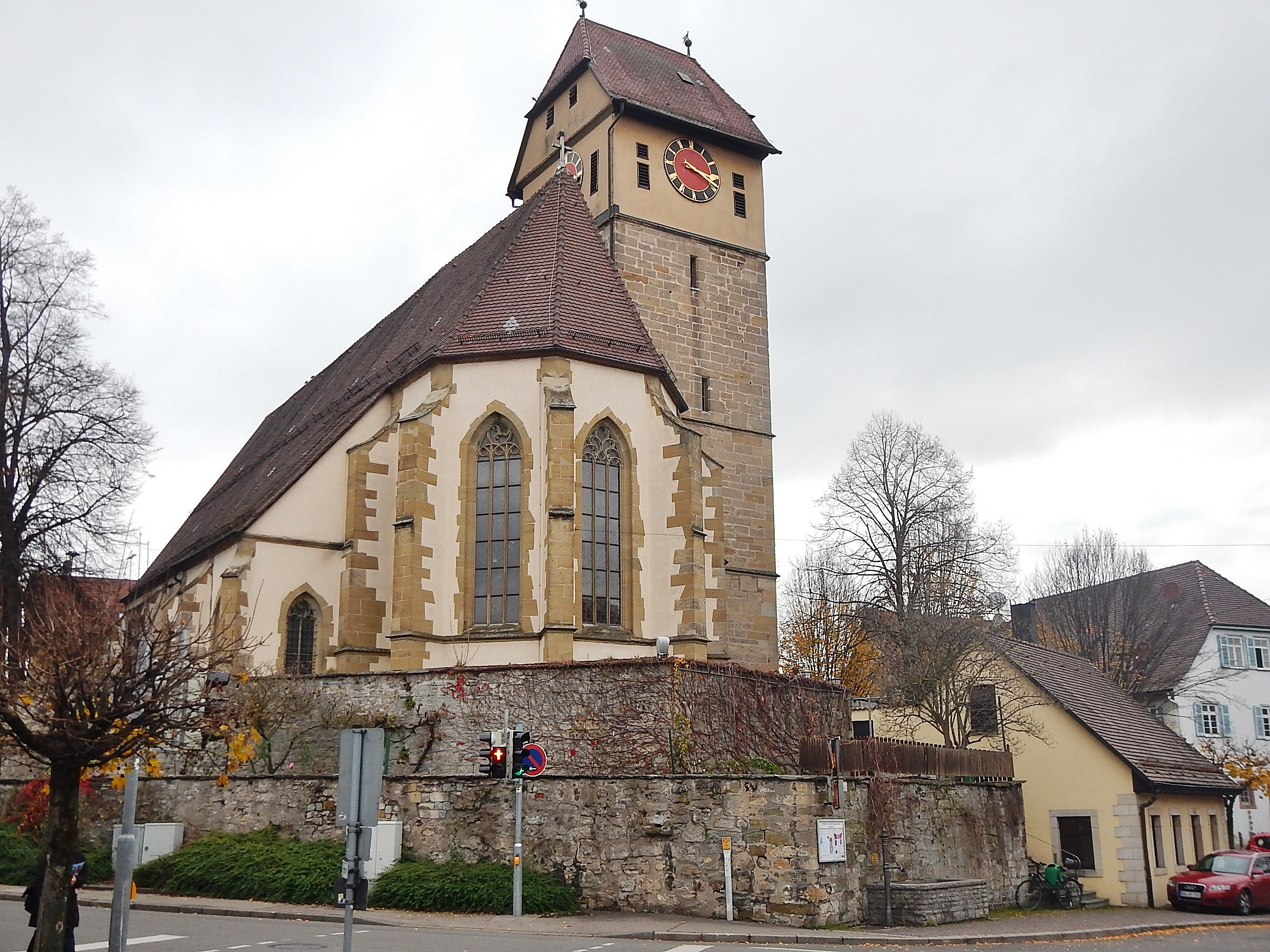
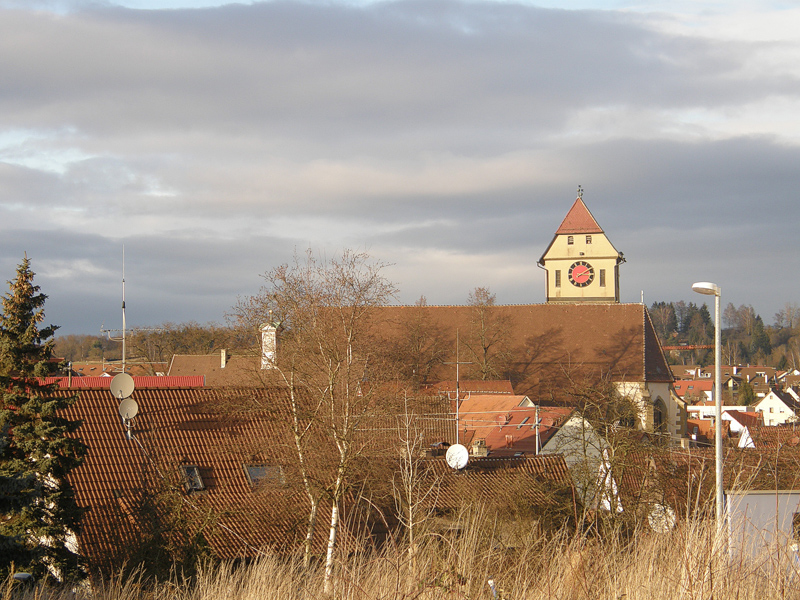
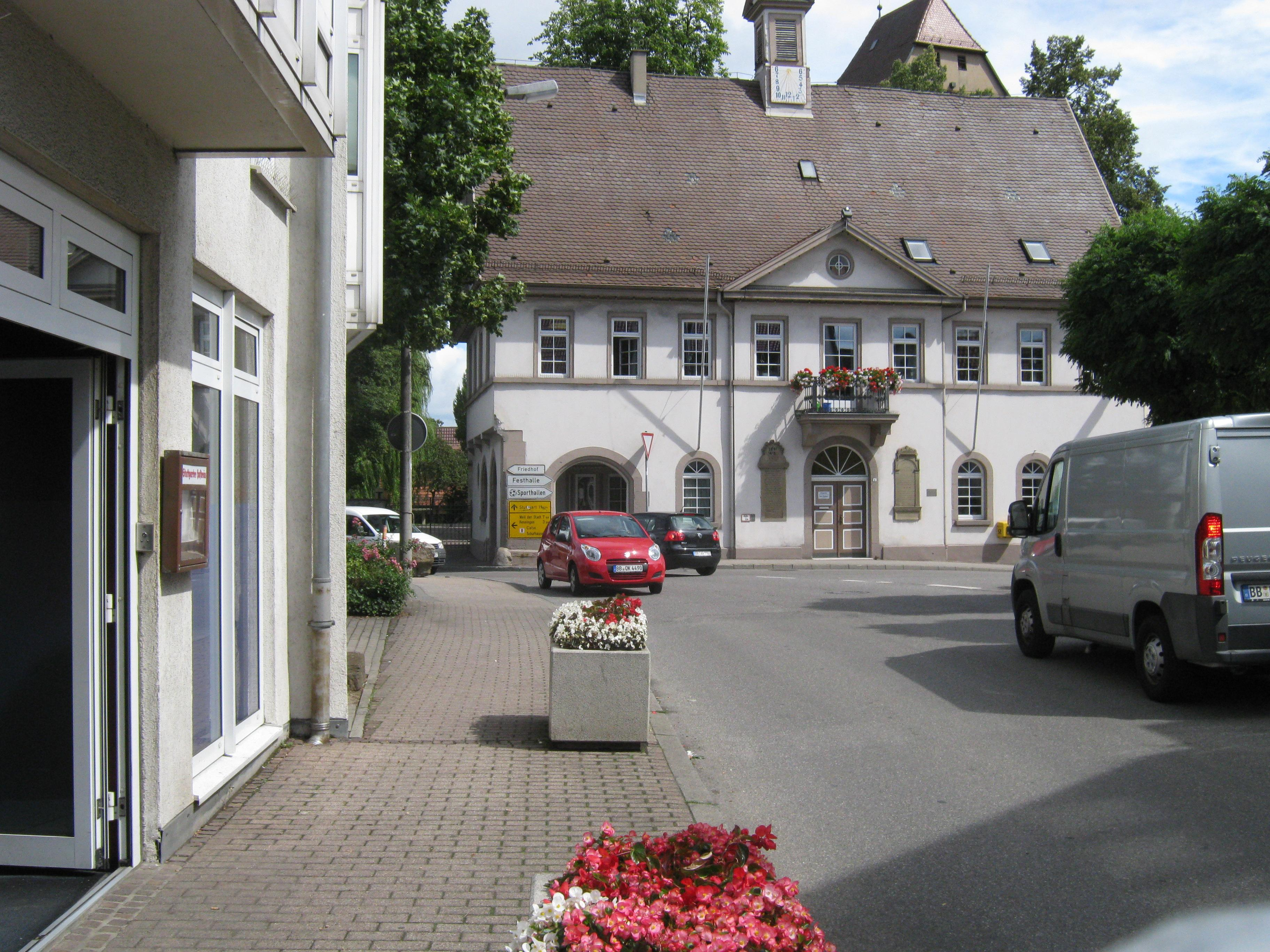
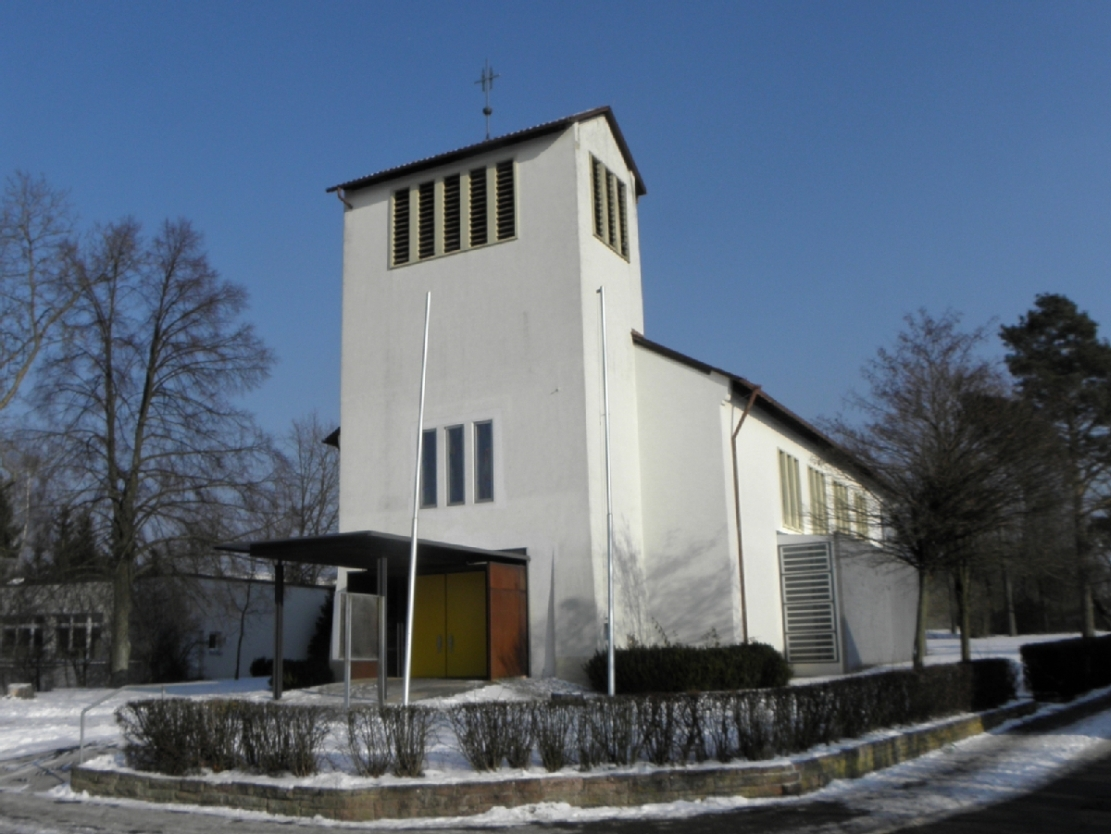
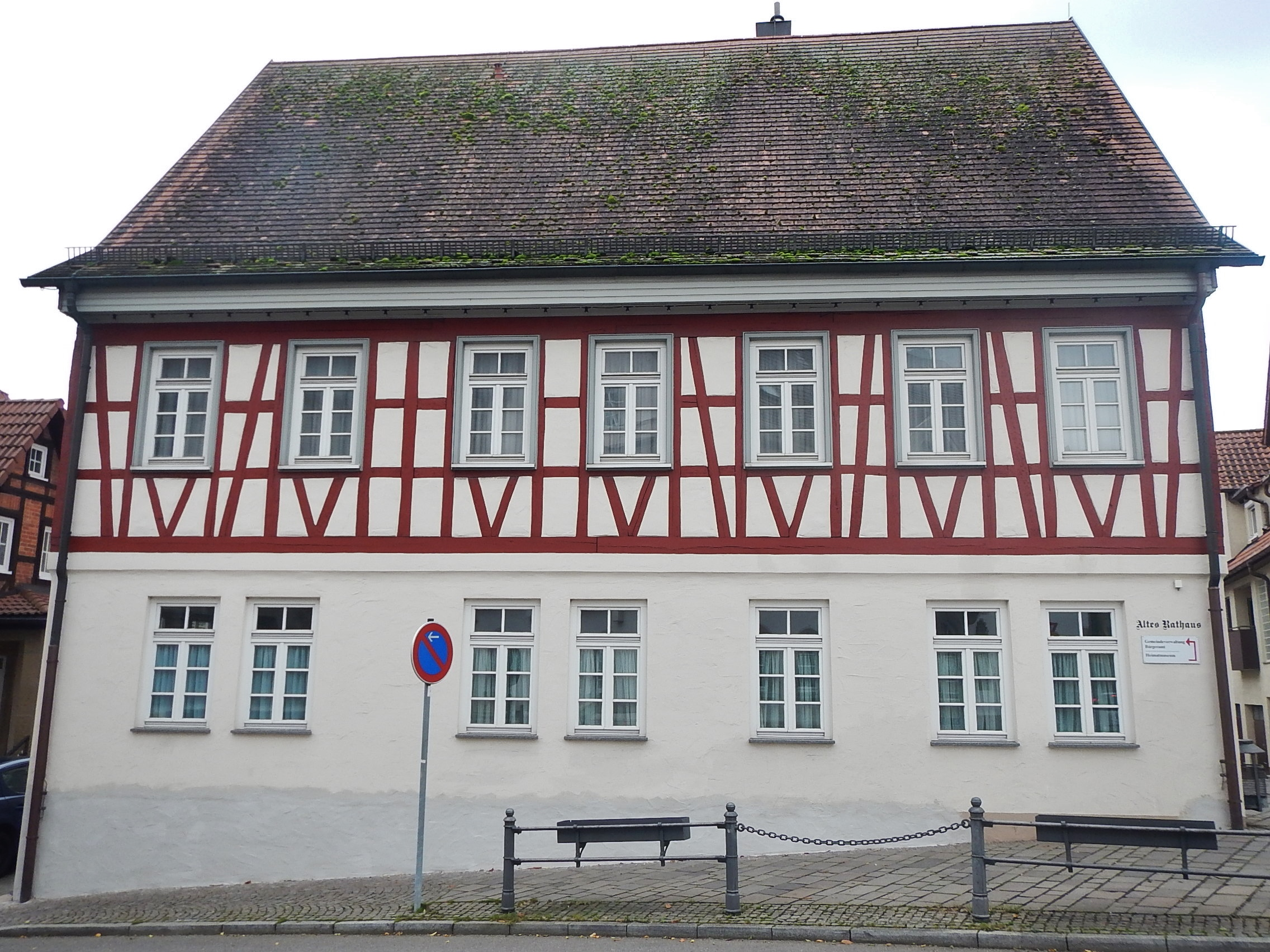
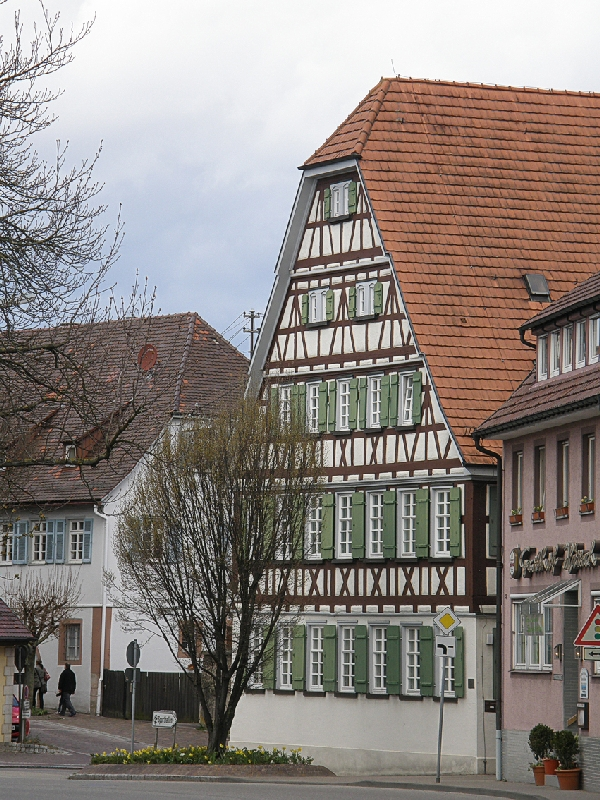
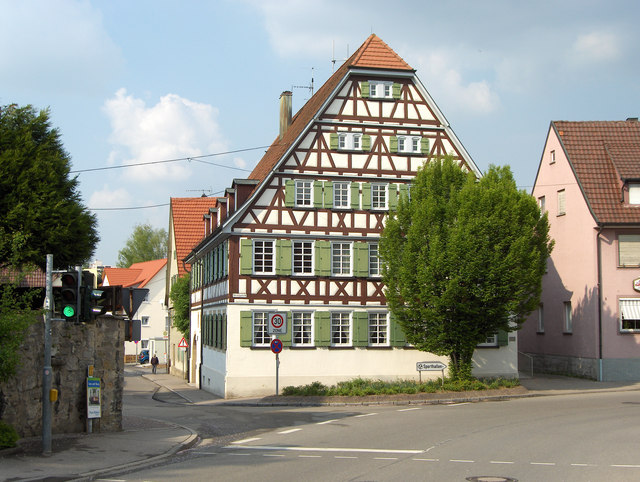
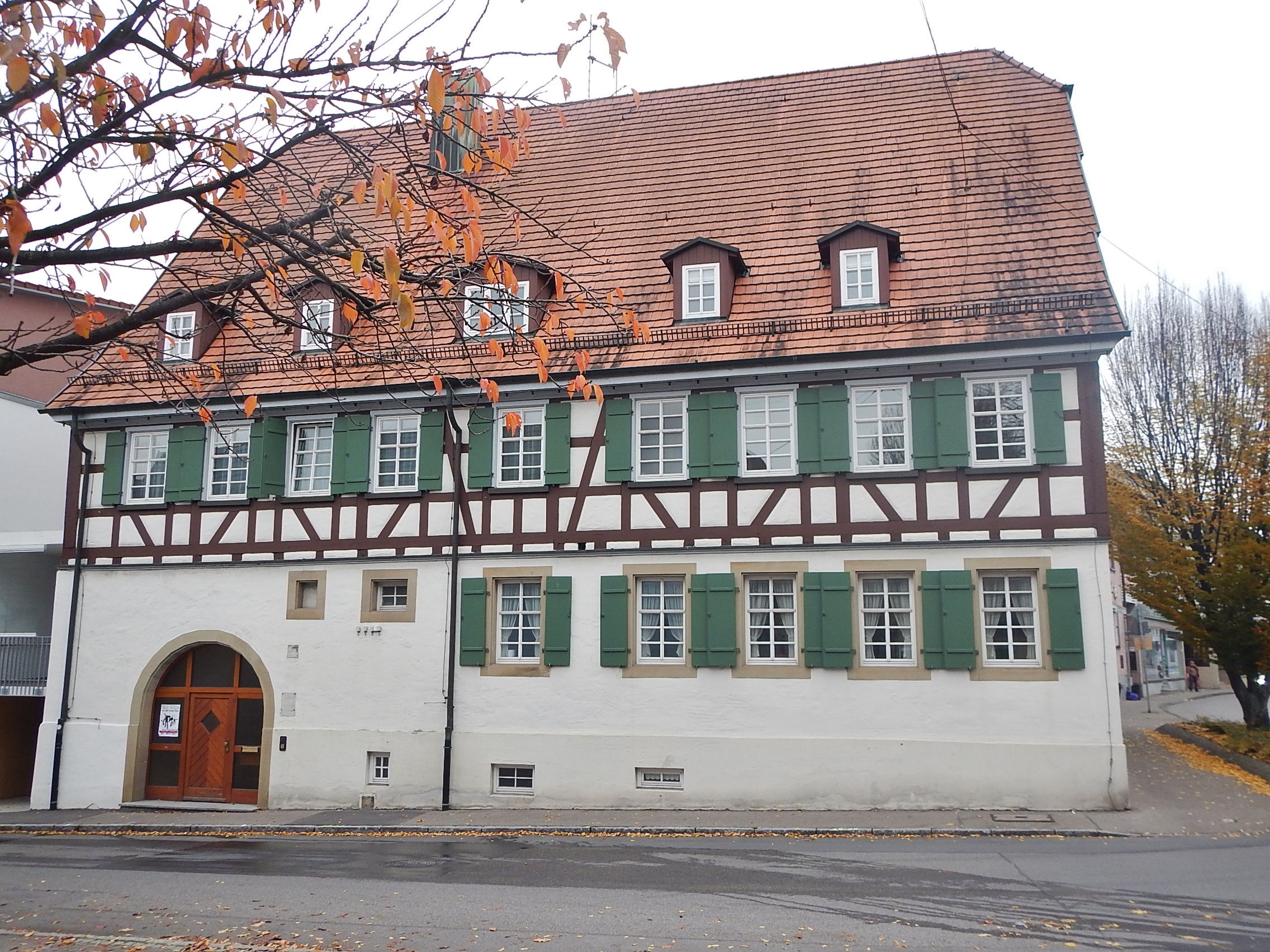
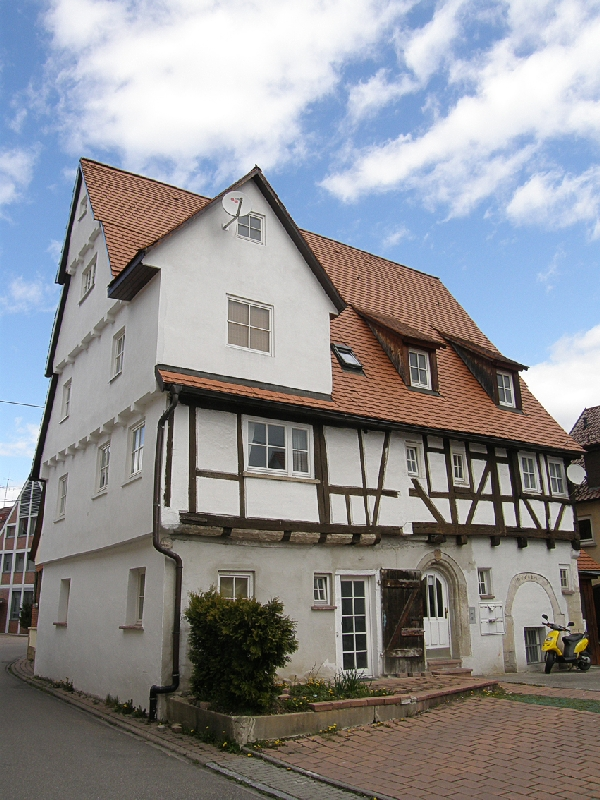
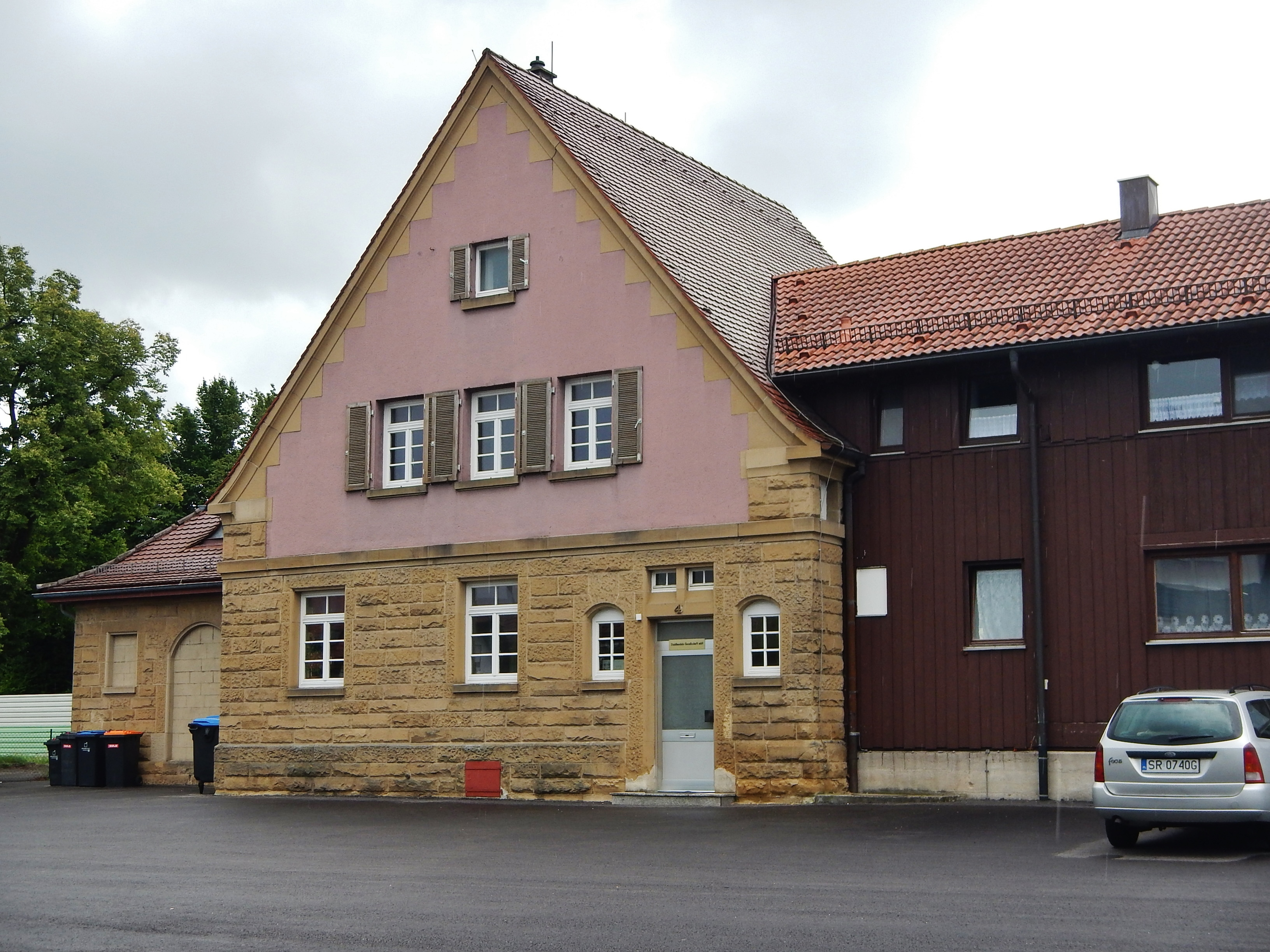
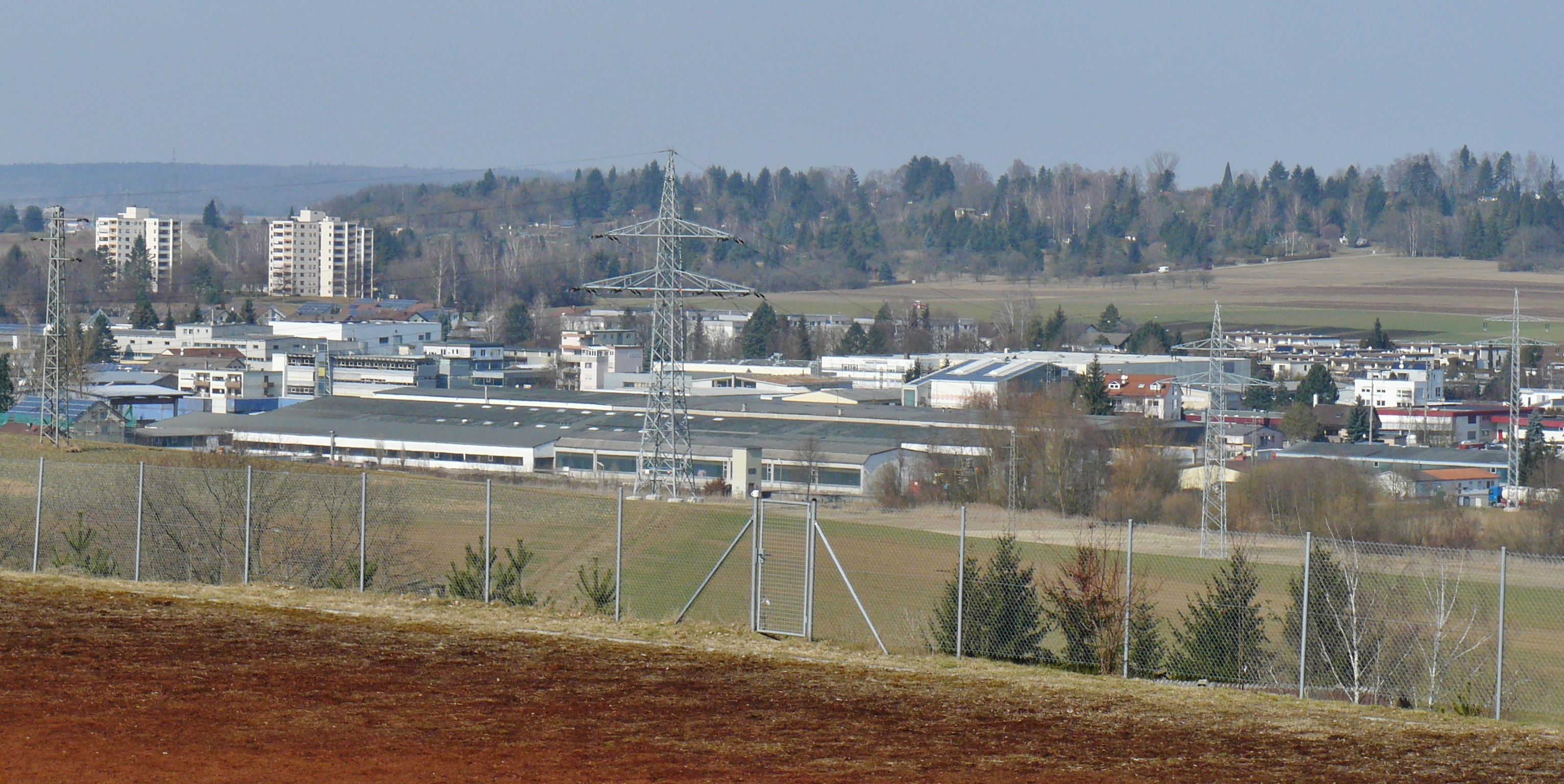

## Nevezetességek
- Johannes-Täufer templom